# Naby Keïta
Naby Laye Keïta (Conakry, 10 febbraio 1995) è un calciatore guineano, centrocampista del Ferencváros, in prestito dal Werder Brema, e della nazionale guineana.

## Caratteristiche tecniche
Keita è un centrocampista versatile e duttile tatticamente, capace di giocare sia da mezzala che da vertice basso. Bravo tecnicamente, fa del dinamismo e dell'intensità i suoi punti di forza. Inoltre è dotato di un ottimo dribbling essendo fisicamente un calciatore brevilineo, ciò gli permette di saltare facilmente gli avversari.

## Carriera

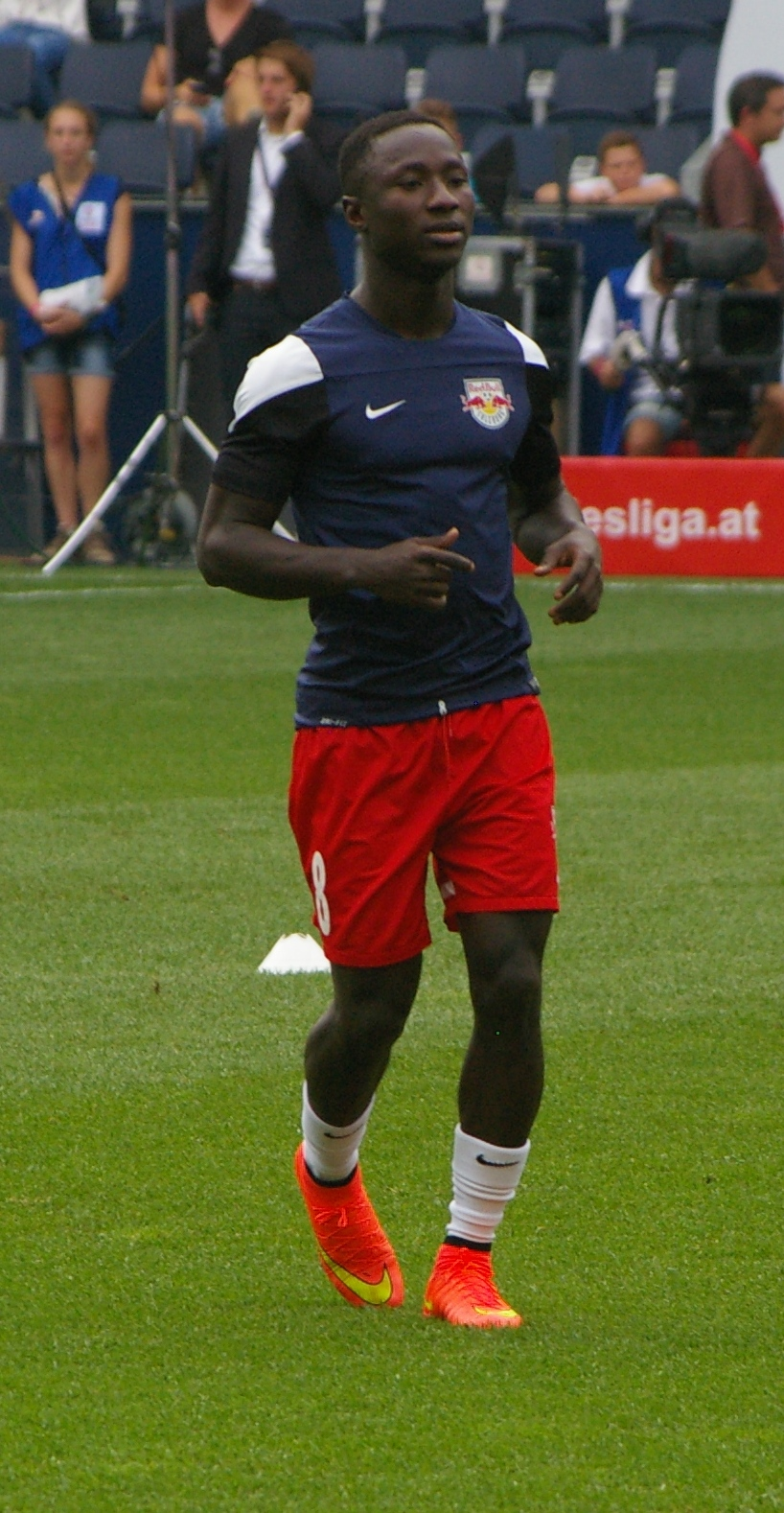
Keïta con la maglia del Salisburgo nel 2014

### Club

#### Inizi: Istres e Salisburgo
Dopo essere cresciuto calcisticamente in patria nelle file del Horoya, squadra della sua città natale Conakry nonché capitale della Guinea, viene acquistato nel 2013 dall'Istres, squadra della seconda serie francese. Il 22 novembre dello stesso anno, debutta ufficialmente contro il Nîmes. Conclude la sua prima stagione da professionista realizzando 4 reti in 24 presenze, venendo acquistato nell'estate 2014 dal Salisburgo.
Il 26 luglio 2014 esordisce nel campionato austriaco contro il Wiener Neustadt, diventando velocemente titolare e disputando due stagioni con i colori della squadra austriaca, durante le quali scende in campo 81 volte e va a segno in 20 occasioni.

#### RB Lipsia
Il 20 giugno 2016 passa ai tedeschi del RB Lipsia, neopromossi in Bundesliga, per circa 15 milioni di euro, firmando un quadriennale. Il 10 settembre 2016, alla seconda giornata della Bundesliga 2016-2017, nella gara casalinga del RB Lipsia contro il Borussia Dortmund, segna il gol della vittoria per 1-0 dei sassoni, suo primo gol con la nuova maglia. Nella stagione 2017-2018 il giocatore milita nuovamente nelle file del Lipsia, con il quale conclude il campionato al sesto posto.

#### Liverpool
Il 28 agosto 2017 viene ufficializzato il suo trasferimento al Liverpool per la cifra di circa 65 milioni di euro, ma soltanto a partire dalla stagione successiva (2018-2019), rimanendo perciò per un'altra stagione a Lipsia. Indossa la maglia numero 8, numero già dell'ex capitano e bandiera del Liverpool Steven Gerrard, che gli ha concesso di indossarla.
Debutta ufficialmente con la maglia dei Reds il 12 agosto 2018, in una vittoria 4-0 contro il West Ham Utd. Il 3 ottobre 2018, durante il match di Champions League Napoli-Liverpool (1-0), Keïta si accascia a terra, viene trasportato in barella fuori dal San Paolo e viene condotto d'urgenza all'ospedale Antonio Cardarelli. Viene dimesso dopo 24 ore in seguito all’esito negativo di tutti i controlli, tornando a disposizione per la partita contro il Manchester City. Il 1º giugno 2019 si laurea campione d'Europa sconfiggendo 2-0 il Tottenham, nella finale di UEFA Champions League disputata al Wanda Metropolitano di Madrid.
Ostacolato da un infortunio, inizia stentando la campagna 2019-2020. Torna al gol il 7 dicembre successivo, in un match contro il Bournemouth. Il 18 dicembre contribuisce con una rete al successo contro i messicani del Monterrey nella Coppa del mondo per club. Tre giorni dopo, il Liverpool batte in finale il Flamengo, laureandosi campione del mondo. Al termine della stagione la squadra vince il campionato, a trent'anni di distanza dall'ultimo successo. Dopo 5 stagioni tra alti e bassi il suo contratto non viene rinnovato dai Reds.

#### Werder Brema
Il 9 giugno 2023, a 28 anni, viene ufficializzato il suo ritorno in Germania al Werder Brema a parametro zero.
Anche se il direttore sportivo Frank Baumann ha etichettato la firma di Keita come un "gioco da ragazzi" prima della stagione, Keïta alla fine non è riuscito a impressionare e, il 14 aprile 2024 durante la partita di campionato contro il Bayer Leverkusen, si è rifiutato di salire sull'autobus della squadra per andare allo stadio e si è diretto a casa, dopo che gli era stato detto che non avrebbe fatto parte della formazione titolare. Il club successivamente lo ha sospeso e gli ha comminato una multa, mettendolo successivamente fuori rosa per il resto della stagione e per l'inizio di quella successiva.

#### Ferencváros
Il 10 dicembre 2024 viene ufficializzato il suo passaggio al Ferencváros, a partire dal 15 gennaio 2025, in prestito per l'intero anno solare, con la possibilità di riscatto entro il 31 dicembre.

### Nazionale
Il 28 luglio 2013 debutta con la nazionale guineana nella partita amichevole giocata contro il Mali. Nel gennaio 2015 partecipa alla Coppa d'Africa 2015 con la propria nazionale, venendo tuttavia eliminato al primo turno. Il 12 novembre 2015 realizza la sua prima rete in nazionale (decisiva) contro la Namibia, in un incontro valido per la qualificazione al Mondiale 2018. Il 7 ottobre 2017 nella partita persa in casa per 4-1 contro la Tunisia, indossa per la prima volta la fascia di capitano dei Syli Nationale (Gli Elefanti Nazionali). Nella medesima partita rimedia la sua prima espulsione in nazionale con un rosso diretto al 94º minuto.

## Statistiche

### Presenze e reti nei club
Statistiche aggiornate al 19 luglio 2025
| Stagione            | Squadra             | Campionato          | Campionato | Campionato | Coppe nazionali | Coppe nazionali | Coppe nazionali | Coppe continentali | Coppe continentali | Coppe continentali | Altre coppe | Altre coppe | Altre coppe | Totale | Totale |
| Stagione            | Squadra             | Comp                | Pres       | Reti       | Comp            | Pres            | Reti            | Comp               | Pres               | Reti               | Comp        | Pres        | Reti        | Pres   | Reti   |
| ------------------- | ------------------- | ------------------- | ---------- | ---------- | --------------- | --------------- | --------------- | ------------------ | ------------------ | ------------------ | ----------- | ----------- | ----------- | ------ | ------ |
| 2013-2014           | Istres              | L2                  | 23         | 4          | CF+CdL          | 0               | 0               | -                  | -                  | -                  | -           | -           | -           | 23     | 4      |
| 2014-2015           | Salisburgo          | BL                  | 30         | 5          | CA              | 4               | 0               | UCL+UEL            | 4+6                | 0+1                | -           | -           | -           | 44     | 6      |
| 2015-2016           | Salisburgo          | BL                  | 29         | 12         | CA              | 5               | 2               | UCL+UEL            | 2+1                | 0                  | -           | -           | -           | 37     | 14     |
| Totale Salisburgo   | Totale Salisburgo   | Totale Salisburgo   | 59         | 17         |                 | 9               | 2               |                    | 13                 | 1                  |             | -           | -           | 81     | 20     |
| 2016-2017           | Lipsia              | BL                  | 31         | 8          | CG              | 1               | 0               | -                  | -                  | -                  | -           | -           | -           | 32     | 8      |
| 2017-2018           | Lipsia              | BL                  | 27         | 6          | CG              | 2               | 1               | UCL+UEL            | 5+5                | 2+0                | -           | -           | -           | 39     | 9      |
| Totale Lipsia       | Totale Lipsia       | Totale Lipsia       | 58         | 14         |                 | 3               | 1               |                    | 10                 | 2                  |             | -           | -           | 71     | 17     |
| 2018-2019           | Liverpool           | PL                  | 25         | 2          | FACup+CdL       | 1+1             | 0               | UCL                | 6                  | 1                  | -           | -           | -           | 33     | 3      |
| 2019-2020           | Liverpool           | PL                  | 18         | 2          | FACup+CdL       | 0+2             | 0               | UCL                | 4                  | 1                  | CS+SU+Cmc   | 1+0+2       | 0+0+1       | 27     | 4      |
| 2020-2021           | Liverpool           | PL                  | 10         | 0          | FACup+CdL       | 0+1             | 0               | UCL                | 4                  | 0                  | CS          | 1           | 0           | 16     | 0      |
| 2021-2022           | Liverpool           | PL                  | 23         | 3          | FACup+CdL       | 4+3             | 0               | UCL                | 10                 | 1                  | -           | -           | -           | 40     | 4      |
| 2022-2023           | Liverpool           | PL                  | 8          | 0          | FACup+CdL       | 3+1             | 0               | UCL                | 0                  | 0                  | CS          | 1           | 0           | 13     | 0      |
| Totale Liverpool    | Totale Liverpool    | Totale Liverpool    | 84         | 7          |                 | 16              | 0               |                    | 24                 | 3                  |             | 5           | 1           | 129    | 11     |
| 2023-2024           | Werder Brema        | BL                  | 5          | 0          | CG              | 0               | 0               | -                  | -                  | -                  | -           | -           | -           | 5      | 0      |
| 2024-gen. 2025      | Werder Brema        | BL                  | 0          | 0          | CG              | 0               | 0               | -                  | -                  | -                  | -           | -           | -           | 0      | 0      |
| Totale Werder Brema | Totale Werder Brema | Totale Werder Brema | 5          | 0          |                 | 0               | 0               |                    | -                  | -                  |             | -           | -           | 5      | 0      |
| gen.-giu. 2025      | Ferencváros         | NBI                 | 10         | 0          | CU              | 1               | 0               | UCL+UCL            | -                  | -                  | -           | -           | -           | 11     | 0      |
| Totale carriera     | Totale carriera     | Totale carriera     | 239        | 42         |                 | 29              | 3               |                    | 47                 | 6                  |             | 5           | 1           | 320    | 52     |

### Cronologia presenze e reti in nazionale
| Cronologia completa delle presenze e delle reti in nazionale ― Guinea | Cronologia completa delle presenze e delle reti in nazionale ― Guinea | Cronologia completa delle presenze e delle reti in nazionale ― Guinea | Cronologia completa delle presenze e delle reti in nazionale ― Guinea | Cronologia completa delle presenze e delle reti in nazionale ― Guinea | Cronologia completa delle presenze e delle reti in nazionale ― Guinea | Cronologia completa delle presenze e delle reti in nazionale ― Guinea | Cronologia completa delle presenze e delle reti in nazionale ― Guinea |
| Data                                                                  | Città                                                                 | In casa                                                               | Risultato                                                             | Ospiti                                                                | Competizione                                                          | Reti                                                                  | Note                                                                  |
| --------------------------------------------------------------------- | --------------------------------------------------------------------- | --------------------------------------------------------------------- | --------------------------------------------------------------------- | --------------------------------------------------------------------- | --------------------------------------------------------------------- | --------------------------------------------------------------------- | --------------------------------------------------------------------- |
| 14-12-2012                                                            | Freetown                                                              | Sierra Leone                                                          | 1 – 1                                                                 | Guinea                                                                | Qual. campionato delle Nazioni Africane 2014                          | 1                                                                     | 46’                                                                   |
| 28-7-2013                                                             | Conakry                                                               | Guinea                                                                | 1 – 0                                                                 | Mali                                                                  | Qual. campionato delle Nazioni Africane 2014                          | -                                                                     | 46’                                                                   |
| 25-5-2014                                                             | Colombes                                                              | Mali                                                                  | 1 – 2                                                                 | Guinea                                                                | Amichevole                                                            | -                                                                     | 55’                                                                   |
| 5-9-2014                                                              | Casablanca                                                            | Guinea                                                                | 2 – 1                                                                 | Togo                                                                  | Qual. Coppa d'Africa 2015                                             | -                                                                     |                                                                       |
| 10-9-2014                                                             | Kampala                                                               | Uganda                                                                | 2 – 0                                                                 | Guinea                                                                | Qual. Coppa d'Africa 2015                                             | -                                                                     |                                                                       |
| 11-10-2014                                                            | Casablanca                                                            | Guinea                                                                | 1 – 1                                                                 | Ghana                                                                 | Qual. Coppa d'Africa 2015                                             | -                                                                     |                                                                       |
| 15-10-2014                                                            | Tamale                                                                | Ghana                                                                 | 3 – 1                                                                 | Guinea                                                                | Qual. Coppa d'Africa 2015                                             | -                                                                     | 56’                                                                   |
| 15-11-2014                                                            | Lomé                                                                  | Togo                                                                  | 1 – 4                                                                 | Guinea                                                                | Qual. Coppa d'Africa 2015                                             | -                                                                     |                                                                       |
| 19-11-2014                                                            | Casablanca                                                            | Guinea                                                                | 2 – 0                                                                 | Uganda                                                                | Qual. Coppa d'Africa 2015                                             | -                                                                     |                                                                       |
| 13-1-2015                                                             | Casablanca                                                            | Senegal                                                               | 5 – 2                                                                 | Guinea                                                                | Amichevole                                                            | -                                                                     |                                                                       |
| 20-1-2015                                                             | Malabo                                                                | Costa d'Avorio                                                        | 1 – 1                                                                 | Guinea                                                                | Coppa d'Africa 2015 - 1º turno                                        | -                                                                     |                                                                       |
| 24-1-2015                                                             | Malabo                                                                | Camerun                                                               | 1 – 1                                                                 | Guinea                                                                | Coppa d'Africa 2015 - 1º turno                                        | -                                                                     | 66’                                                                   |
| 28-1-2015                                                             | Mongomo                                                               | Guinea                                                                | 1 – 1                                                                 | Mali                                                                  | Coppa d'Africa 2015 - 1º turno                                        | -                                                                     |                                                                       |
| 1-2-2015                                                              | Malabo                                                                | Ghana                                                                 | 3 – 0                                                                 | Guinea                                                                | Coppa d'Africa 2015 - Quarti di finale                                | -                                                                     | 56’                                                                   |
| 6-6-2015                                                              | Saint-Leu-la-Forêt                                                    | Guinea                                                                | 1 – 2                                                                 | Ciad                                                                  | Amichevole                                                            | -                                                                     |                                                                       |
| 12-6-2015                                                             | Casablanca                                                            | Guinea                                                                | 1 – 2                                                                 | eSwatini                                                              | Qual. Coppa d'Africa 2017                                             | -                                                                     |                                                                       |
| 9-10-2015                                                             | Algeri                                                                | Algeria                                                               | 1 – 2                                                                 | Guinea                                                                | Amichevole                                                            | -                                                                     | 82’                                                                   |
| 12-10-2015                                                            | Agadir                                                                | Marocco                                                               | 1 – 1                                                                 | Guinea                                                                | Amichevole                                                            | -                                                                     | 69’                                                                   |
| 12-11-2015                                                            | Windhoek                                                              | Namibia                                                               | 0 – 1                                                                 | Guinea                                                                | Qual. Mondiali 2018                                                   | 1                                                                     | 73’                                                                   |
| 15-11-2015                                                            | Conakry                                                               | Guinea                                                                | 2 – 0                                                                 | Namibia                                                               | Qual. Mondiali 2018                                                   | 1                                                                     |                                                                       |
| 25-3-2016                                                             | Conakry                                                               | Guinea                                                                | 0 – 0                                                                 | Malawi                                                                | Qual. Coppa d'Africa 2017                                             | -                                                                     | 70’                                                                   |
| 5-6-2016                                                              | Lobamba                                                               | eSwatini                                                              | 1 – 0                                                                 | Guinea                                                                | Qual. Coppa d'Africa 2017                                             | -                                                                     |                                                                       |
| 9-10-2016                                                             | Monastir                                                              | Tunisia                                                               | 2 – 0                                                                 | Guinea                                                                | Qual. Mondiali 2018                                                   | -                                                                     |                                                                       |
| 13-11-2016                                                            | Conakry                                                               | Guinea                                                                | 1 – 2                                                                 | RD del Congo                                                          | Qual. Mondiali 2018                                                   | -                                                                     |                                                                       |
| 6-6-2017                                                              | Blida                                                                 | Algeria                                                               | 2 – 1                                                                 | Guinea                                                                | Amichevole                                                            | -                                                                     | 56’                                                                   |
| 10-6-2017                                                             | Bouaké                                                                | Costa d'Avorio                                                        | 2 – 3                                                                 | Guinea                                                                | Qual. Coppa d'Africa 2019                                             | 1                                                                     |                                                                       |
| 31-8-2017                                                             | Conakry                                                               | Guinea                                                                | 3 – 2                                                                 | Libia                                                                 | Qual. Mondiali 2018                                                   | 1                                                                     |                                                                       |
| 5-9-2017                                                              | Monastir                                                              | Libia                                                                 | 1 – 0                                                                 | Guinea                                                                | Qual. Mondiali 2018                                                   | -                                                                     | 90+2’                                                                 |
| 7-10-2017                                                             | Conakry                                                               | Guinea                                                                | 1 – 4                                                                 | Tunisia                                                               | Qual. Mondiali 2018                                                   | 1                                                                     | cap. 90+4’                                                            |
| 9-9-2018                                                              | Conakry                                                               | Guinea                                                                | 1 – 0                                                                 | Rep. Centrafricana                                                    | Qual. Coppa d'Africa 2019                                             | -                                                                     | cap.                                                                  |
| 12-10-2018                                                            | Conakry                                                               | Guinea                                                                | 2 – 0                                                                 | Ruanda                                                                | Qual. Coppa d'Africa 2019                                             | -                                                                     |                                                                       |
| 16-10-2018                                                            | Kigali                                                                | Ruanda                                                                | 1 – 1                                                                 | Guinea                                                                | Qual. Coppa d'Africa 2019                                             | -                                                                     | 46’                                                                   |
| 18-11-2018                                                            | Conakry                                                               | Guinea                                                                | 1 – 1                                                                 | Costa d'Avorio                                                        | Qual. Coppa d'Africa 2019                                             | -                                                                     | cap.                                                                  |
| 22-6-2019                                                             | Alessandria d'Egitto                                                  | Guinea                                                                | 2 – 2                                                                 | Madagascar                                                            | Coppa d'Africa 2019 - 1º turno                                        | -                                                                     | 62’                                                                   |
| 26-6-2019                                                             | Alessandria d'Egitto                                                  | Nigeria                                                               | 1 – 0                                                                 | Guinea                                                                | Coppa d'Africa 2019 - 1º turno                                        | -                                                                     | 71’                                                                   |
| 14-11-2019                                                            | Bamako                                                                | Mali                                                                  | 2 – 2                                                                 | Guinea                                                                | Qual. Coppa d'Africa 2021                                             | 1                                                                     | cap. 35’                                                              |
| 17-11-2019                                                            | Conakry                                                               | Guinea                                                                | 2 – 0                                                                 | Namibia                                                               | Qual. Coppa d'Africa 2021                                             | -                                                                     | cap.                                                                  |
| 11-11-2020                                                            | Conakry                                                               | Guinea                                                                | 1 – 0                                                                 | Ciad                                                                  | Qual. Coppa d'Africa 2021                                             | -                                                                     | cap.                                                                  |
| 15-11-2020                                                            | N'Djaména                                                             | Ciad                                                                  | 1 – 1                                                                 | Guinea                                                                | Qual. Coppa d'Africa 2021                                             | 1                                                                     | cap.                                                                  |
| 24-3-2021                                                             | Conakry                                                               | Guinea                                                                | 1 – 0                                                                 | Mali                                                                  | Qual. Coppa d'Africa 2021                                             | -                                                                     | cap.                                                                  |
| 1-9-2021                                                              | Nouakchott                                                            | Guinea-Bissau                                                         | 1 – 1                                                                 | Guinea                                                                | Qual. Mondiali 2022                                                   | -                                                                     | cap.                                                                  |
| 6-10-2021                                                             | Marrakech                                                             | Sudan                                                                 | 1 – 1                                                                 | Guinea                                                                | Qual. Mondiali 2022                                                   | -                                                                     | 68’                                                                   |
| 9-10-2021                                                             | Agadir                                                                | Guinea                                                                | 2 – 2                                                                 | Sudan                                                                 | Qual. Mondiali 2022                                                   | -                                                                     | cap. 76’                                                              |
| 12-10-2021                                                            | Rabat                                                                 | Guinea                                                                | 1 – 4                                                                 | Marocco                                                               | Qual. Mondiali 2022                                                   | -                                                                     | cap. 45+1’                                                            |
| 6-1-2022                                                              | Kigali                                                                | Ruanda                                                                | 0 – 2                                                                 | Guinea                                                                | Amichevole                                                            | 1                                                                     | cap. 46’                                                              |
| 10-1-2022                                                             | Bafoussam                                                             | Guinea                                                                | 1 – 0                                                                 | Malawi                                                                | Coppa d'Africa 2021 - 1º turno                                        | -                                                                     | cap.                                                                  |
| 14-1-2022                                                             | Bafoussam                                                             | Senegal                                                               | 0 – 0                                                                 | Guinea                                                                | Coppa d'Africa 2021 - 1º turno                                        | -                                                                     | cap. 64’                                                              |
| 18-1-2022                                                             | Yaoundé                                                               | Zimbabwe                                                              | 2 – 1                                                                 | Guinea                                                                | Coppa d'Africa 2021 - 1º turno                                        | 1                                                                     | cap. 90+1’                                                            |
| 5-6-2022                                                              | Il Cairo                                                              | Egitto                                                                | 1 – 0                                                                 | Guinea                                                                | Qual. Coppa d'Africa 2023                                             | -                                                                     | cap.                                                                  |
| 9-6-2022                                                              | Conakry                                                               | Guinea                                                                | 1 – 0                                                                 | Malawi                                                                | Qual. Coppa d'Africa 2023                                             | 1                                                                     | cap.                                                                  |
| 24-3-2023                                                             | Casablanca                                                            | Guinea                                                                | 2 – 0                                                                 | Etiopia                                                               | Qual. Coppa d'Africa 2023                                             | -                                                                     | cap. 86’                                                              |
| 27-3-2023                                                             | Rabat                                                                 | Etiopia                                                               | 2 – 3                                                                 | Guinea                                                                | Qual. Coppa d'Africa 2023                                             | 1                                                                     | cap. 46’                                                              |
| 14-6-2023                                                             | Marrakech                                                             | Guinea                                                                | 1 – 2                                                                 | Egitto                                                                | Qual. Coppa d'Africa 2023                                             | -                                                                     | cap.                                                                  |
| 17-6-2023                                                             | Cornellà de Llobregat                                                 | Brasile                                                               | 4 – 1                                                                 | Guinea                                                                | Amichevole                                                            | -                                                                     | cap. 74’                                                              |
| 19-1-2024                                                             | Yamoussoukro                                                          | Guinea                                                                | 1 – 0                                                                 | Gambia                                                                | Coppa d'Africa 2023 - 1º turno                                        | -                                                                     | 77’                                                                   |
| 23-1-2024                                                             | Yamoussoukro                                                          | Guinea                                                                | 0 – 2                                                                 | Senegal                                                               | Coppa d'Africa 2023 - 1º turno                                        | -                                                                     | cap. 64’                                                              |
| 28-1-2024                                                             | Abidjan                                                               | Guinea Equatoriale                                                    | 0 – 1                                                                 | Guinea                                                                | Coppa d'Africa 2023 - Ottavi di finale                                | -                                                                     | 79’                                                                   |
| 2-2-2024                                                              | Abidjan                                                               | RD del Congo                                                          | 3 – 1                                                                 | Guinea                                                                | Coppa d'Africa 2023 - Quarti di finale                                | -                                                                     | cap.                                                                  |
| Totale                                                                |                                                                       | Presenze                                                              | 58                                                                    |                                                                       | Reti                                                                  | 12                                                                    |                                                                       |

| Cronologia completa delle presenze e delle reti in nazionale ― Guinea olimpica | Cronologia completa delle presenze e delle reti in nazionale ― Guinea olimpica | Cronologia completa delle presenze e delle reti in nazionale ― Guinea olimpica | Cronologia completa delle presenze e delle reti in nazionale ― Guinea olimpica | Cronologia completa delle presenze e delle reti in nazionale ― Guinea olimpica | Cronologia completa delle presenze e delle reti in nazionale ― Guinea olimpica | Cronologia completa delle presenze e delle reti in nazionale ― Guinea olimpica | Cronologia completa delle presenze e delle reti in nazionale ― Guinea olimpica |
| Data                                                                           | Città                                                                          | In casa                                                                        | Risultato                                                                      | Ospiti                                                                         | Competizione                                                                   | Reti                                                                           | Note                                                                           |
| ------------------------------------------------------------------------------ | ------------------------------------------------------------------------------ | ------------------------------------------------------------------------------ | ------------------------------------------------------------------------------ | ------------------------------------------------------------------------------ | ------------------------------------------------------------------------------ | ------------------------------------------------------------------------------ | ------------------------------------------------------------------------------ |
| 24-7-2024                                                                      | Nizza                                                                          | Guinea olimpica                                                                | 1 – 2                                                                          | Nuova Zelanda olimpica                                                         | Olimpiadi 2024 - 1º turno                                                      | -                                                                              | cap. 87’                                                                       |
| 27-7-2024                                                                      | Nizza                                                                          | Francia olimpica                                                               | 1 – 0                                                                          | Guinea olimpica                                                                | Olimpiadi 2024 - 1º turno                                                      | -                                                                              | cap. 74’ 77’                                                                   |
| Totale                                                                         |                                                                                | Presenze                                                                       | 2                                                                              |                                                                                | Reti                                                                           | 0                                                                              |                                                                                |

## Palmarès

### Club

#### Competizioni nazionali
- Campionato austriaco: 2

Salisburgo: 2014-2015, 2015-2016
- Coppa d'Austria: 2

Salisburgo: 2014-2015, 2015-2016
- Campionato inglese: 1

Liverpool: 2019-2020
- Coppa d'Inghilterra: 1

Liverpool: 2021-2022
- Coppa di Lega inglese: 1

Liverpool: 2021-2022
- Community Shield: 1

Liverpool: 2022
- Campionato ungherese: 1

Ferencvaros: 2024-2025

#### Competizioni internazionali
- UEFA Champions League: 1

Liverpool: 2018-2019
- Supercoppa UEFA: 1

Liverpool: 2019
- Coppa del mondo per club: 1

Liverpool: 2019

### Individuale
- Miglior giovane giocatore africano dell'anno: 1

2016
- Miglior giocatore del campionato austriaco: 1

2016
- Squadra della stagione della UEFA Europa League: 1

2017-2018